# حرب البوير الثانية
حرب البوير الثانية ((بالإنجليزية: Second Boer War)، (بالأفريقانية: Tweede Vryheidsoorlog))، وتعرف أيضاً باسم حرب جنوب أفريقيا أو حرب الأنجلو بوير، يدعوها الأفريكان كذلك بحرب الاستقلال الثانية، هي حرب إمتدت من 11 أكتوبر 1899 إلى 31 مايو 1902، بين الإمبراطورية البريطانية وجمهوريتي البوير؛ جمهورية جنوب أفريقيا (الترانسفال) وجمهورية البرتقال الحرة، وانتهت بانتصار الجيش البريطاني.
تعتبر حرب البوير الثانية أكثر الحروب التي خاضتها بريطانيا نفقة في الفترة ما بين الحروب النابليونية والحرب العالمية الأولى، حيث كلّفتها حوالي 200 مليون جنيه إسترليني (تكافئ نحو 200 مليار جنيه استرليني بأسعار 2014)، رغم أنها لم تكن متكافئة القوى، فقد وصل تعداد القوات البريطانية خلال الحرب إلى 500,000، فيما لم يتجاوز تعدادهم في صفوف البوير أكثر من 88,000 مقاتل.

## التسميات

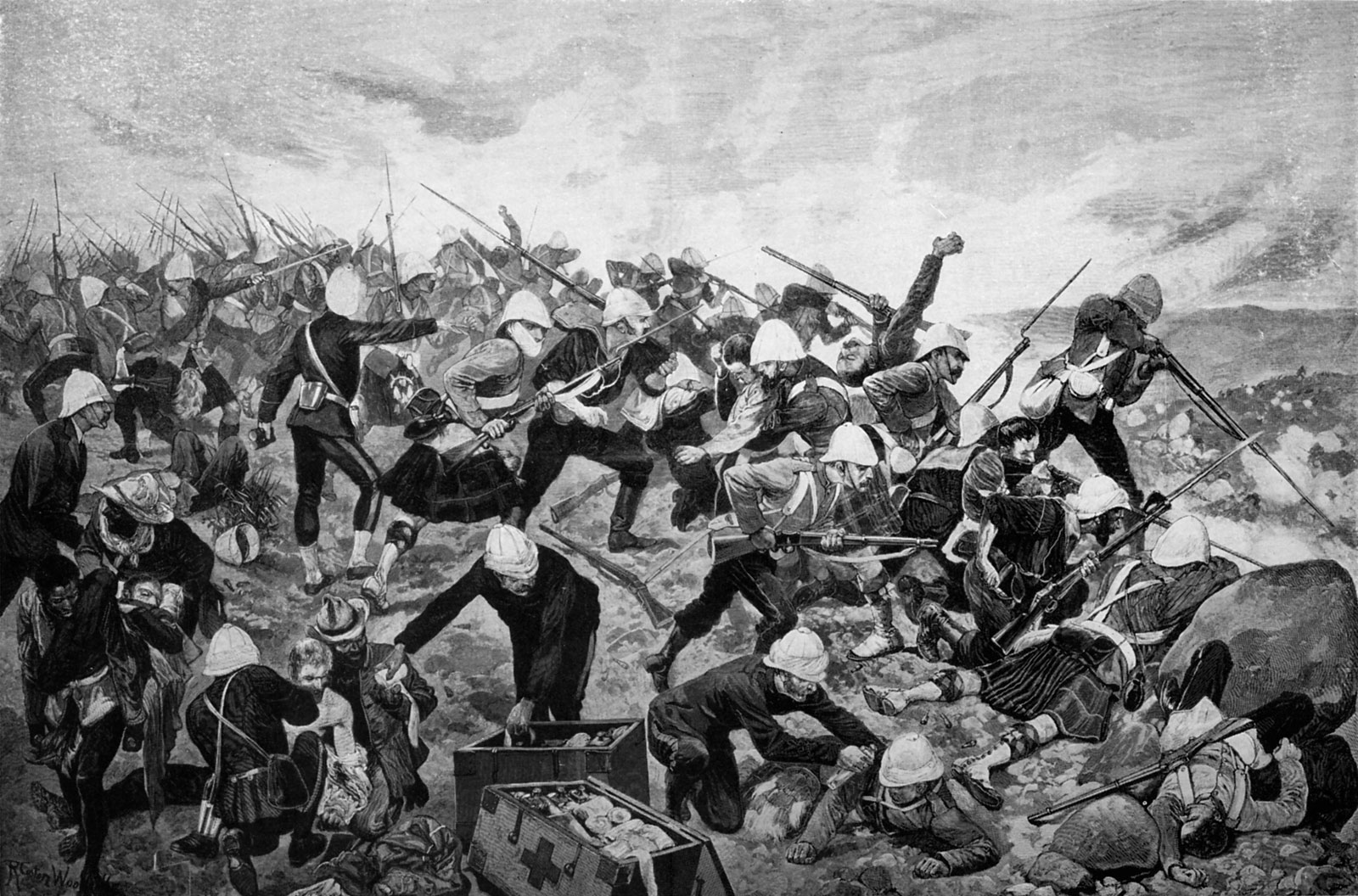
معركة ماجوبا هيل

تعرف الحرب عادةً اختصاراً بحرب البوير، كون حرب البوير الأولى والتي سبقتها بعقدين من الزمان (ديسمبر 1880- مارس 1881) أقل شهرة منها، حيث استخدمت لفظة بوير آنذاك للإشارة إلى مستوطني جنوب أفريقيا البيض ممن يتحدثون اللغة الأفريقانية، وكانوا في معظمهم من أصول هولندية إضافة إلى أقليات أوروبية من الفرنسيين والألمان وغيرهم. ويشاع استخدام اسم الحرب الجنوب أفريقية خارج جنوب أفريقيا، أما في جنوب أفريقيا يطلق عليها أهلها حرب الأنجلو- بوير الثانية، ويعتبر هذا الاسم متداولاً بين الأفريكان إلى جانب تسميات عديدة مثل حرب البوير الثانية، والحرب الإنجليزية، وحرب الاستقلال الثانية (أو حرب الحرية الثانية). تعتمد جنوب أفريقيا تسمية حرب جنوب أفريقيا رسمياً.

## خلفية
تعود جذور الحرب إلى فترة 100 عام من الصراعات بين الإمبراطورية البريطانية والبوير، الذين استوطنوا تلك الأرض منذ القرن السابع عشر. أبرز هذه الصراعات، والتي أججت التوتر بين الطرفين وأدت إلى اندلاع الحرب، دارت حول السيطرة على مناجم الذهب في منطقة ويتواترسراند في جنوب أفريقيا والاستفادة منه. في بداية القرن التاسع عشر، وخلال الحروب النابليونية، ألقت بعثة بريطانية مراسيها على السواحل الجنوبية للقارة الأفريقية، وتحديداً في مستعمرة الكاب، وبعد معارك دارت بين البريطانيين والبوير، حسم البريطانيين النصر في معركة بلاوبيرغ، فسيطروا على أراضي مستعمرة الكاب، محققين بذلك أهدافهم في زيادة رقعة إمبراطوريتهم وتأمين طريقهم الملاحي الرئيسي إلى الهند والشرق الأقصى، كما وقاموا بتشجيع هجرة المستوطنين البريطانيين إليها، والذين كانوا على خلاف دائم وعدم توافق تام مع البوير، بسبب رفض البوير لسياسات السلطات البريطانية، خاصة القوانين التي فرضتها بما يتعلق بقانون تحرير الرقيق والذي الصادر في 1 ديسمبر 1834، ما اضطر بالمستوطنين من البوير إلى الهجرة من المنطقة، فيما عرف بالرحلة الكبرى (بالإنجليزية: The Great Trek)، باتجاه الساحل الشمالي إلى إقليم ناتال، والذي بدوره تم احتلاله لاحقاً من قبل البريطانيين عام 1843، ما دفع بالبوير للهجرة مرة أخرى في اتجاه الغرب هذه المرة، حيث أسسوا دولتين مستقلتين هما جمهورية الترانسفال (والتي أعيد تسميتها بجمهورية جنوب أفريقيا لاحقاً) في الشمال وعاصمتها بريتوريا، ودولة البرتقال الحرة في الجنوب وعاصمتها بلومفونتين، وقد اعترفت السلطات البريطانية بالجمهوريتين عامي 1852 و1854.

### حرب البوير الأولى
إندلعت الحرب الأولى بين البوير والإنجليز عندما حاولت الحكومة البريطانية توحيد مستعمراتها في جنوب إفريقيا، الكاب وناتال، مع جمهوريات البوير، الترانسفال وولاية أورانج الحرة، بغرض تشكيل إتحاد فيدرالي. تسلم اللورد البريطاني كارنافون منصب سكرتير المستعمرات عام 1874، وبدأ بالتفاوض من أجل تحقيق هذه الغاية، إلا أن المفاوضات إنهارت عام 1877، فأرسل السير ثيوفيلس شيستون لضم الترانسفال بالقوة. سافر مندوبان من البوير إلى لندن للاحتجاج على الضم، ولكنهما لم يحرزا شيئًا، ليدرك البوير أنهم مقبلين على الحرب، فانتخبوا عام 1880 كلاً من باول كروجر وبييه جوبير ومارتينوس بريتوريوس قادة لهم في المعركة. نشبت حرب البوير الأولى في بوتشفستروم في 16 ديسمبر من العام نفسه، وامتدت حتى 27 فبراير 1881، حين هزم البريطانيين في معركة ماجوبار، ليعترف البريطانيون بالهزيمة وتستعيد الدولتان إستقلالهما. إلا أن العلاقات ظلت متوترة بين البوير والإمبراطورية البريطانية، مما أدى إلى احتدام الصراع السياسي من كلا الجانبين، وصولاً إلى حرب البوير الثانية.

### بين الحربين
تم اكتشاف الألماس في كيمبرلي الواقعة في دولة البرتقال الحرة في عام 1867 على يد إيراسموس جاكوبز، وأعقب ذلك اكتشاف الذهب في منطقة ويتواترسراند التابعة للترانسفال عام 1886، ما جعل الثروة المتنامية في الترانسفال تهدد بقلب ميزان القوى في جنوب إفريقيا لغير صالح المستعمرات البريطانية، وكان البريطانيون، لأسباب اقتصادية، حريصين على السيطرة على القارة الإفريقية، وبدا أن السيطرة على جمهورية الترانسفال مفتاح ذلك. إلا أن الترانسفال افتقدوا للأيدي العاملة، كما وللقاعدة الصناعية ما شكّل عائقاً أمام استغلالهم للثروات الطبيعية. نتيجة لذلك، اضطرت الحكومة الترانسفالية بالاستعانة بالمهاجرين، والذين عرفوا باليوتلاندرز، أو الأجانب كما أطلق عليهم أهل البلاد، وكان معظمهم من بريطانيا، والذين بدءوا بالتدفق إلى أراضي البوير بحثاً عن الثروة وفرص العمل. وقد تزايد عدد هؤلاء المهاجرين الجدد وطغى على عدد أهل البلاد من البوير الذين أثقلوا عليهم بالضرائب والحرمان من الحقوق السياسية، وخاصة حق التصويت في الانتخابات، الذي كانت قد وعدت به الحكومة لهم بعد قضاء خمس سنوات في الجمهورية، إلا أنه وفي عام 1890 تم تمديد هذه المدة إلى 14عامًا، كون البوير رؤوا في اتاحته أمامهم فقدان لسلطتهم السياسية على دولتيهم، كما وأجرت حكومة الترانسفال تغيير في سياساتها المحافظة، التي كانت تؤيد بصفة تقليدية الاهتمامات الزراعية، ما أنتج توتر في داخل الجمهورية بين حكومة البوير المحافظة برئاسة باول كروجر واليوتلاندرز.

### غارة جيمسون

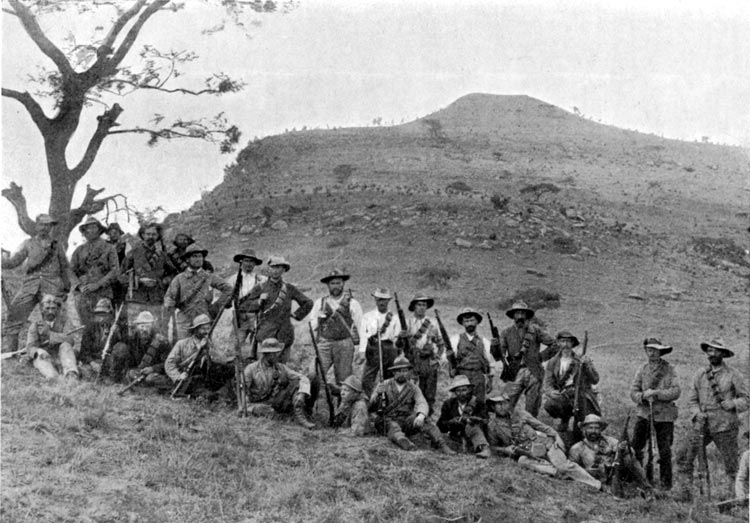
البويريين في صورة جماعية

وصل التوتر ذروته في عام 1895 حين حاول رئيس الوزراء مستعمرة الكاب، سيسل جون رودس، استغلال مظالم اليوتلاندرز من أجل ضم جمهورية الترانسفال. وخططت مجموعة من اليوتلاندرز في ويتواترزراند عرفت باسم لجنة الإصلاح للقيام بانتفاضة في جوهانسبرغ، مصدر الذهب، وقد سميت هذه الغارة بـ «غارة جيمسون» على اسم قائدها ليندر ستار جيمسون من بتسوانالاند المجاورة. كان من المقرر أن تقوم مجموعة مسلحة من شرطة شركة رودس البريطانية بجنوب إفريقيا بدعم الثورة، وقد تم هذا التخطيط بكامل علم وإذن سكرتير المستعمرات البريطانية جوزيف تشمبرلين، إلا أن انتفاضة اليوتلاندرز هذه لم تتم، إذ إن جيمسون الذي غزا الجمهورية على الرغم من هذه النكسة، هُزم وقبضت عليه سلطات الترانسفال. فأنهى ذلك حياة رودس السياسية، وغُض الطرف عن دور تشمبرلين في تلك المسألة.
أدت غارة جيمسون إلى زيادة التوتر بين البريطانيين والجمهورية، وسط ازدياد أعداد المهاجرين الأجانب ومطالبتهم بحقوقهم السياسية والاجتماعية والاقتصادية، وقد ساندتهم السلطات البريطانية في ذلك، كما بدأت، في ذلك الوقت، الأطماع البريطانية في الظهور، بأمل السيطرة على مصادر الثروة من الذهب والألماس، تزايدت رغبة القيادات السياسية البريطانية في احتلال الدولتين تحقيقاً لأهداف، أهمها: التزام بريطانيا بحماية مصالح رعاياها من المستوطنين في جنوب أفريقيا، ومنع البوير من الاستحواذ على الإقليم لصالح هولندا مما يضعف ويضر بسمعة الإمبراطورية البريطانية، هذا بجانب ما لا ترغب فيه بريطانيا ولا يتوافق مع سياساتها في معاملة البوير السيئة للأفارقة السود.مما جعل من الصعب على الدولتين البويريتين الاحتفاظ باستقلالهما، ومن ثم، لاحت نذر الحرب في الأفق، إلى تحالف عسكري دولتي الترانسفال بقيادة بول كروجر ودولة البرتقال الحرة بقيادة مارتينوس استين ضد بريطانيا في العام 1897، وتزامن ذلك مع سعي الدولتين الحثيث لجلب الأسلحة الحديثة من أوروبا، شملت أحدث البنادق وقطع المدفعية، كما عززت غارة جيمسون أيضًا موقف القوى المحافظة في الأوساط السياسية في الجمهورية. نتيجة لذلك حقق كروجر نصرًا في الانتخابات الرئاسية في عام 1898م. منذ ذلك الحين لم يعد كروجر، يثق في الحكومة البريطانية، وبصفة خاصة في جوزيف تشمبرلين، وأصبح من الصعب على كلا الطرفين حل خلافاتهما بالتفاوض.
حفز فشل غارة جيمسون البريطانيين على تجديد محاولاتهم للسيطرة على الجمهورية. وفي مايو 1897م بعث تشمبرلين باللورد ألفريد ميلنر إلى جنوب إفريقيا مفوضًا ساميًا. كان مفتاح التدخل البريطاني في الجمهورية هو ما يسمى بمسألة اليوتلاندرز، التي عزم كل من تشمبرلين وميلنر على استغلالها إلى أقصى حد. أمل الاثنان على إحداث تغيير في الحكومة الجمهورية، حكومة تكون في صالح البريطانيين، وتقبل نوعًا من الاتحاد الفيدرالي مع الترانسفال ـ كان يساعدها على ذلك مجموعة من مواطني جنوب إفريقيا موالية للبريطانيين تسمي نفسها عصبة جنوب إفريقيا.
نظر تشمبرلين إلى التدخل في الجمهورية على أنه زيادة في الضغط على حكومتهم، ولكن ميلنر كان يفضل إجراءات أقوى. واعتمادًا على المعلومات والمطالب التي رفعتها عصبة جنوب إفريقيا، استخدم ميلنر مسألة اليوتلاندرز لإقناع تشمبرلين والرأي العام البريطاني أن اليوتلاندرز هم رعايا بريطانيون مضطهدون. وعرض صورة لهم، وهم يعانون من حكومة رجعية قمعية لا تعترف لهم بأي حقوق. ودعمت مقاومة كروجر للتدخل البريطاني ورفضه وتغيير قانون حق الاقتراع وجهة النظر هذه.

### المفاوضات واللجوء للحرب
عندما ازدادت العلاقات سوءًا بين بريطانيا والجمهورية رتّب كل من اشتاين رئيس دولة أورانج الحرة، ووليم شراينر الذي كان رئيسًا لوزراء الكاب، مؤتمرًا بين ميلنر وكروجر، في بلومفونتين في مايو 1899م. عرض كروجر تخفيض مدة حق الاقتراع بالنسبة لليوتلاندرز إلى سبعة أعوام، ولكنه طالب مقابل ذلك بتنازلات من جانب البريطانيين. لم يكن ميلنر مستعدًا للمساومة، وأصر على منح غير مشروط لحق الاقتراع بعد خمسة أعوام.
جعل انهيار هذه المفاوضات؛ أمر قيام هذه الحرب أكثر احتمالاً. نتيجة لذلك طالب ميلنر بإرسال عشرة آلاف جندي إلى جنوب إفريقيا من بريطانيا. فأتت الجمهورية في اللحظات الأخيرة بمحاولات للتفاوض، إلا أنها فشلت. لم يكن ميلنر في الواقع راغبًا في المساومة، وكان يعتقد أن بإمكانه تحقيق الأفضل بالاحتلال. وصل تأزم الموقف إلى قمته في التاسع من أكتوبر 1899 عندما أصدر رئيس الترانسفال بول كروجر إنذاراً نهائياً إلى السلطات البريطانية بسحب قواتها من حدود الدولتين خلال 48 ساعة، وإلا فستعلن الدولتان الحرب على بريطانيا. ودعت إلى انسحاب القوات البريطانية وتسوية جميع الخلافات بالتحكيم. رفضت بريطانيا الإنذار، وأعلنت الحرب بعد يومين من ذلك.

## أطراف الحرب
دارت الحرب بين قوات الإمبراطورية البريطانية تساندها قوات من مستعمراتها، مستعمرة الكاب والناتال ومستعمرات الهند وأستراليا وكندا، في مواجهة قوات الكوماندوز من البوير من جمهورية جنوب أفريقيا «الترانسفال» ودولة الأورانج الحرة تساندها مجموعات من المتطوعين الأوربيين من هولندا وأسكندنافيا وألمانيا وروسيا وفرنسا وأمريكا وإيرلندا وبولندا والبرتغال وإيطاليا.

### القوات البريطانية
بلغ أقصى عدد من القوات البريطانية خلال تلك الحرب، بعد وصول جميع التعزيزات حوالي نصف مليون مقاتل، منهم 347 ألفاً من البريطانيين والبقية من قوات المستعمرات المتحالفة معهم. أرسلت «نيوزيلندة»، وكانت الأولى في إرسال قوات مساندة البريطانيين في حرب البوير، 6500 مقاتلاً من الخيالة ومعهم 8000 حصان، كما قدمت أستراليا 16463 مقاتلاً منهم 6 ألف إلى 7 ألف من القوات غير النظامية، كما أرسلت كندا 8600 مقاتل.
أول تعزيزات وصلت من بريطانيا كانت بقيادة الجنرال «ريدفيرز بولر» لفك الحصار عن المدن المحاصرة، وقد خاضت العديد من المعارك خلال شهري نوفمبر وديسمبر 1899، وفي يناير 1900 أرسلت الحكومة البريطانية تعزيزات تتكون من فرقتين، مع أعداد كبيرة من المتطوعين من المستعمرات مما رفع العدد، آنذاك، إلى 180 ألف مقاتل، عملت القوات البريطانية تحت قيادة الجنرال «فريدريك سليه روبرتس» الذي قاد القوات خلال المرحلة الثانية من الحرب، وقد خلفه الجنرال «هوراشيو هربرت كتشنر» الذي تولى القيادة خلال المرحلة الثالثة وحتى نهاية الحرب.
القوات البريطانية قوات تقليدية مسلحة بأحدث أسلحة ذلك العصر، وقد دخلت وحداتها في حروب عديدة في شتى أرجاء المعمورة خلال فترة المد الاستعماري مما جعلها قطعات متمرسة على القتال يقودها قادة وضباط ذوي خبرة بالمعارك.

### قوات البوير
لم يكن لدى البوير جيش نظامي، عدا وحدات المدفعية، كما لم يكن لديهم مشكلة في التجمع وفي نشر القوات، فقد كانت قواتهم عبارة عن مليشيات مدنية من المزارعين ورعاة الماشية، يرتدي أفرادها أزيائهم العادية التي تكون، في الغالب، رمادية اللون مع قبعة مترهلة، جرت العادة أن يتجمع سكان كل مركز ليكونوا وحدة تسمى بالكوماندوز، وتقوم الوحدة بانتخاب قادتها وضباطها الذين يتولون قيادتها في المعارك وإدارتها، يحمل كل فرد سلاحه الشخصي الخاص والذي يكون في العادة بندقية صيد ممتطياً فرسه الخاص، وتمد الدولة بالسلاح من لا يملك سلاحاً.
قدر عدد قوات البوير بـ 40000 مقاتل، منهم 25000 من الترانسفال، و15000 من دولة الأورانج الحرة.
كان لدى حكومة «الترانسفال»، حتى أكتوبر 1899 مدفعية قوامها 73 مدفعاً منها 59 جديدة، أربعة منها عيار 155 ملم و37 مدفع مكسيم عيار 37 مم وقد تم تسليح 25000 من المقاتلين ببنادق حديثة، كما تم جلب 37000 بندقية حديثة و40 إلى 50 مليون طلقة ذخيرة وأحدث قطع المدفعية الأوروبية عام 1897.
ليس لدى «البويري» العادي أي رغبة في القتال، ولا يرغب الكثيرون منهم في قتال أخوانهم المسيحيين، خاصة إذا كانوا من البروتستانت، وهم ينظرون بتفاؤل إلى نتيجة الحرب التي يعتقدون أنها حرب مقدسة وعادلة ومباركة من الرب، وأنه سوف يتحقق لهم النصر كما حدث في حرب البوير الأولى 1880-1881.
يجيد البوير ركوب الخيل واستخدام البندقية بحكم عملهم كمزارعين وصيادين يقضون معظم حياتهم العادية على صهوات جيادهم، ويتنافسون في الرماية وركوب الخيل في احتفالاتهم الموسمية، وقد عانت القوات البريطانية وتكبدت الكثير من الخسائر جراء مهارتهم وتكتيكاتهم المرنة والمبتكرة وخفة حركتهم.
كان من أشهر قادتهم في الحرب «بيت كونج» Piet Conje الذي قاد أول هجوم لمحاصرة مدينة «ليديسمث» في «الناتال» وكوس دي لاري Koos De La  Rey و«لويس بوثا» Lous Botha و«كريستيان دي ويت» Cheristian De Wet الذي لعب دوراً كبيراً في مرحلة حرب العصابات (المرحلة الثالثة من الحرب) وشارك في المفاوضات في نهاية الحرب.

## سير الحرب
كان لحرب البوير ثلاثة مراحل مميزة، في المرحلة الأولى منها (أكتوبر - ديسمبر 1899) وجه البوير ضربات مفاجئة للقوات البريطانية في إقليمي ناتال ومستعمرة الكاب فارضين حصاراً على ثلاثة مدن رئيسية وهامة هي ليديسميث وكيمبرلي ومافكينج، تمكن البوير خلال تلك المرحلة من تحقيق انتصارات تعبوية عديدة في مناطق أخرى، تكبدت فيها القوات البريطانية خسائر جسيمة في الأرواح والعتاد. أما المرحلة الثانية (يناير - سبتمبر 1900) فقد بدأت بوصول تعزيزات كبيرة للقوات البريطانية من بريطانيا وبعض مستعمراتها مما حقق لها تفوقاً عددياً مكنها من شن هجمات مضادة شاقة، ونجحت أخيراً في تحرير المدن المحاصرة ومواصلة القتال لغزو دولتي البوير، الترانسفال والبرتقال الحرة. أما المرحلة الثالثة والأخيرة (سبتمبر 1900 – مايو 1902)، فقد استغرقت وقتاً أطول، وكانت عبارة عن حرب عصابات شنها البوير على القوات البريطانية التي ابتدعت العديد من الوسائل وانتهجت الكثير من السياسات التي حققت لها النصر النهائي على البوير.

### المرحلة الأولى: هجوم البوير
كانت بداية الحرب في 11 أكتوبر 1899 عندما شنت قوات البوير من الكوماندوز هجومهم السريع والمفاجئ على معسكرات القوات البريطانية في ناتال ومستعمرة الكاب الواقعتين تحت السيطرة البريطانية، اتجه البوير مباشرة إلى مدينة ليديسميث في الناتال حيث توجد حامية بريطانية كبيرة وقد تم الهجوم متزامناً مع هجومين آخرين على مدينتي مافيكنج وكيمبرلي في مستعمرة الكاب. حقق الهجوم السريع والمفاجئ انتصارات تكتيكية حاسمة على القوات البريطانية في تلك المواقع، فقد جرت معركة تل تالانا كأول اشتباك بين القوتين على مقربة من مدينة دندي في الناتال وقد تكبد فيها البريطانيون خسائر كبيرة بلغت 446 مقاتلاً بما فيهم القائد البريطاني الجنرال بن سيمونز. بعد أن تم حصار مدينة ليديسميث، تعرضت لقصف مدفعي مكثف، مما دفع قائد الحامية البريطانية لشن هجوم على مواقع مدفعية البوير، كلف الهجوم القوات البريطانية خسائر كبيرة بلغت 140 قتيلاً، وأكثر من 1000 أسير وقد تواصل حصار المدينة لعدة أشهر.
هاجم البوير بقوة تقدر بـ 6000 مقاتل بقيادة بيت كرونج مدينة مافيكنج الواقعة على الحدود مع الترانسفال بتاريخ 13 أكتوبر وقاموا بحصارها، إلا أن قائد الحامية البريطانية العقيد بادن باول أعد فوجين مقاتلين قوامهما 1200 مقاتل استعداداً لصد أي هجوم على المدينة التي تواصل حصارها لمدة 217 يوماً.
أما الهدف الثالث لهجوم البوير فقد كان مدينة كيمبرلي التي تقع على مسافة 360 كلم إلى الجنوب من مدينة مافيكنج على حدود دولة الأورانج الحرة مع مستعمرة الكاب، ويبلغ عدد سكان المدينة 40000 نسمة، وتوجد بها مناجم ألماس، تم الهجوم عليها في بداية نوفمبر 1899 وبدأ حصار المدينة بقوة تقدر بـ 7500 مقاتل، وقد دافعت عنها قوات بريطانية بقيادة المقدم روبرت كيكيويتش.
مع استمرار عمليات الحصار على المدن عانى السكان من المدنيين والعسكريين، بعد عدة أسابيع من النقص في المواد الغذائية بجانب القصف المدفعي المعادي. وصلت تعزيزات بريطانية كبيرة بقيادة الجنرال ريدفيرز هنري بولر» الذي قام بوضع خطة لفك الحصار عن المدن المحاصرة، بجانب تأمين المناطق الشمالية والوسطى من مستعمرة الكاب من أي هجوم محتمل للبوير. قام الجنرال بولر بتقسيم القوة إلى ثلاثة أقسام، يتوجه القسم الأول وقوامه فرقة متابعاً خط السكة حديد شمالاً لتحرير مدينتي كيمبرلي ومافيكنج، القسم الثاني، وقوامه 3000 مقاتل تم نشره لتأمين المناطق الشمالية من مستعمرة الكاب، أما القسم الثالث، والأكبر فقد قام الجنرال بول بقيادته بنفسه متوجهاً نحو الناتال لفك الحصار عن مدينة ليديسميث. لم يحالف القوات البريطانية التوفيق في العديد من عملياتها لفك الحصار حيث جوبهت بمقاومات عنيدة من البوير كان أسوأ ما فيها ما تم خلال الفترة من 10 إلى 15 ديسمبر، والتي سميت «بالأسبوع الأسود» ولم تتمكن القوات البريطانية من النجاح في فك الحصار عن المدن رغم الخسائر الكبيرة التي تكبدتها في الأرواح والعتاد في المحاولات العديدة التي جرت لتحقيق انتصار على البوير.

### المرحلة الثانية: الهجوم البريطاني
نتيجة لإحساس الحكومة البريطانية بمرارة الهزائم المتوالية، وباستمرار الحصار على المدن، قامت بإرسال تعزيزات شملت فرقتين من المقاتلين النظاميين البريطانيين بجانب أعداد كبيرة من متطوعي المستعمرات الأخرى، بلغت أعداد التعزيزات في يناير ما يزيد على 180000 مقاتل، وتعتبر تلك أكبر قوة ترسلها بريطانيا إلى ما وراء البحار حتى ذلك الوقت، مع الاستعداد لإرسال المزيد من التعزيزات.
تواصلت المحاولات لتحرير مدينة «ليديسميث» في «الناتال» خلال شهر يناير 1900 بقيادة الجنرال بولر، وذلك بمحاولات لعبور نهر توجيلا إلى الغرب من كولونسو، وقد نجح أخيراً في رابعة المحاولات التي تكبد فيها خسائر جسيمة حيث تمكن من هزيمة البوير في «معركة كولونسو» في 26 فبراير، وتم فك حصار مدينة «ليديسميث» بعد أن دام 118 يوماً تكبد فيها البريطانيون خسائر بلغت 7000 مقاتل.
تم تعيين الفيلد مارشال «لورد فريدريك سليه روبرتس» قائداً عاماً بدلاً عن الجنرال «بولر» وهو محارب متمرس على القتال، خاض الكثير من المعارك في الهند وأفغانستان، واصل «روبرتس» تنفيذ خطة العمليات التي وضعها الجنرال «بولر»، فقام بحشد قوة كبيرة جنوب نهر الأورانج وبجانبي خط السكة حديد الغربي استعداداً لتحرير مدينة «كيمبرلي» في الوقت الذي تسبب فيه جفاف المراعي صيفاً في إضعاف خيول وماشية «البوير» مما أدى إلى نزوح عوائل المقاتلين البوير والانضمام إليهم في مواقعهم ومعسكراتهم حول المدن المحاصرة.
بدأت عمليات الهجوم التي شنتها قوات «روبرتس» لتحرير مدينة «كيمبرلي» وتم تحرير المدينة بعد معارك طاحنة بتاريخ 15 فبراير بعد حصار دام 124 يوماً، واتجهت قوة بريطانية لمطاردة قوة كبيرة من البوير قوامها 7000 مقاتل بقيادة الجنرال «بيت كرونج» وأجبرتها على الاستسلام.
بعد الهزائم المتتالية التي أوقعها البريطانيون بالبوير نتيجة لتفوقهم العددي هبطت معنويات «البوير» وفقدوا الأمل في أي انتصارات أخرى.
تقدمت قوات بريطانية لاحتلال مدينة «بلومفنتين» عاصمة «دولة الأورانج الحرة» حيث قامت باحتلالها بتاريخ 13 مارس ومن ثم تم فك الحصار عن مدينة «مافيكينج» بتاريخ 18 مايو 1900، وبذلك اكتمل احتلال دولة الأورانج الحرة وأطلق عليها اسم «مستعمرة نهر الأوران».
زحفت القوات البريطانية شمالاً نحو «جمهورية الترانسفال» متجهة صوب مدينة جوهانسبيرج وتم احتلالها بتاريخ 31 مايو، وتلاها احتلال «بريتوريا» عاصمة الترانسفال بتاريخ 5 يونيو، وقد جرت بعد ذلك معارك صغيرة مثل معركة «تل ألماس» في يومي 11 و12 يونيو كان الهدف منها مطاردة البوير وإبعادهم إلى مسافات بعيدة من المدن المحررة والمحتلة.
بعد اكتمال احتلال عاصمتي دولتي «البوير» رسمياً، أعلن الجنرال «روبرتس» نهاية الحرب في 3 سبتمبر 1900.
خلال فترة تقدم القوات البريطانية نحو بريتوريا انسحب الرئيس كروجر يصحبه بعض أعضاء حكومته إلى المنطقة الشرقية من الترانسفال، تقدمت نحوهم قوات بريطانية بقيادة الجنرالين «روبرتس» و«بولر» مما حدا بالرئيس «كروجر» إلى اللجوء إلى دولة شرق أفريقيا البرتغالية (موزمبيق حالياً) وتم نقله بمساعدة بعض الدول الأوروبية إلى أوروبا حيث عاش هناك لفترة ثم انتقل إلى سويسرا وتوفى هناك في 14 يوليو 1904.
أما «استين» رئيس دولة أورانج الحرة فقد اصطحب قوة من البوير بقيادة «كريستيان دي ويت» والتي واصلت القتال في المرحلة الثالثة من الحرب.
رغم الهزائم العديدة التي مني بها البوير والخسائر الكبيرة في صفوفهم إلا أنهم ظلوا متواجدين على الساحة ومنتشرين في أرجاء واسعة من البلاد، ولم يكن من السهولة حصرهم في منطقة محددة أو أسر قادتهم، مما خلق لدى البريطانيين إحساساً بأن سيطرتهم تقتصر فقط على المدن التي قاموا باحتلالها ومناطق تمركز قواتهم.
نتج عن المعارك التي دارت خلال المرحلة الثانية من الحرب، وما قبلها، وقوع أعداد كبيرة من المقاتلين البوير في الأسر، ولما يشكله وجودهم في معسكرات الاعتقال من خطر، قررت السلطات البريطانية احتجازهم داخل سفن بعيداً عن الشاطئ، إلا أنه وبتنامي أعداد المعتقلين وزيادة أعباء إعاشتهم قرر البريطانيون إرسالهم إلى مستعمرات أخرى خارج البلاد، وقد تم فعلاً إرسال 5000 منهم إلى جزيرة «سانت هيلانة» و5000 آخرين إلى جزيرة «سيلان» (سيريلانكا حالياً) وأعداد أخرى إلى الهند و«برمودا» وقد بلغت جملة عدد هؤلاء المنفيون الذين أرسلوا إلى خارج البلاد 24000 فرداً.

### المرحلة الثالثة: حرب العصابات
كما هو واضح من تاريخي بدايتها ونهايتها، فإنها كانت الأطول في مراحل الحرب الثلاثة، كما كان هنالك تداخل بينها والمرحلة الثانية، إذ أن قيادات البوير قد اتخذت قرارات في اجتماع في بداية عام 1899 في مدينة «كرونستاد» في «الأورانج»، للتخطيط لحملة حرب عصابات في مواجهة القوات البريطانية تبدأ بتدمير البنى التحتية ومصادر الإمداد الخاصة بها وقطع خطوط إمداداتها واتصالاتها أينما كانت.
حدث أول اشتباك في حرب العصابات في 31 مارس 1900 عندما هاجمت قوة من «البوير» تقدر بـ 1500 مقاتل بقيادة «كريستيان دي ويت» محطة إمداد المياه لمدينة «بلومفنتين»، الواقعة على بعد 37 كلم من المدينة، وتنفيذ عملية كمين لقافلة إمداد بريطانية أوقعت بها خسائر فادحة في الأرواح والمعدات.
خلال مرحلة حرب العصابات تم إعادة وحدات «الكوماندوز» لتعمل في مناطقها الأصلية التي تم تجنيدها فيها، مما يسهل عليها الاعتماد على المصادر المحلية والاستفادة من معرفتها بالمنطقة وطبيعة أرضها، أما التعليمات التي صدرت إليها فكانت تتلخص في توجيه الضربات للبريطانيين، وكل ما يتعلق بهم، متى ما أمكن ذلك.
كانت تعبئتهم هي الهجوم وتوجيه ضربة موجعة ومفاجئة للعدو، ثم الانسحاب والاختفاء قبل وصول تعزيزات العدو، وقد ساعد اتساع أرجاء منطقة البوير على الحصول على حرية التحرك والعمل، وجعل من الصعب على القوات البريطانية، والتي كان قوامها آنذاك، أكثر من 250000 مقاتل، فرض السيطرة على المنطقة، وقد جرت عدة اشتباكات في مناطق مختلفة تكبدت فيها القوات البريطانية خسائر كبيرة.
كان رد فعل البريطانيين بقيادة اللورد «هوراشيو هربرت كتشنر»، الذي كان رئيساً لأركان الجنرال «روبرتس»  ثم خلفه في قيادة القوات في حرب البوير، على أسلوب القتال الجديد الذي انتهجه «البوير» (حرب العصابات) أن قاموا، وبسرعة، بمراجعة تعبئتهم وإعادة تنظيم قواتهم بما يتناسب مع الموقف الجديد.
قام البريطانيون بالتركيز، أولاً، على حرمان «الكوماندوز البوير» من حرية الحركة وحرمانهم من الدعم والمساعدة المحلية التي يتلقونها من أسرهم ومن المواطنين المحليين وذلك بإتباع أسلوب «الأرض المحروقة» وذلك بإجراء عمليات تخريب وتدمير وحرق كل ما يصلح لأن يكون مصدراً لإمداد العصابات من مساكن ومزارع ومحاصيل وقرى وتسميم الآبار ومصادر المياه الأخرى، كلفت بذلك وحدات خاصة عبارة عن قوات إغارة راكبة، للقيام بهذا الواجب سميت بـ «قطعات الكنس» Sweeper Columns، بلغ عددها 90 وحدة، وقد شاركت فيها قوات من المستعمرات والمسلحين من الأفارقة والذين قدر عددهم بـ 20 ألفاً.
تم تجميع أسر «البوير» من النساء والأطفال، بجانب العمال الزراعيين من البوير والأفارقة في معسكرات الاعتقال حيث تم وضعهم في تلك المعسكرات تحت ظروف معيشية وصحية غاية في السوء، ما أدى إلى وفاة آلاف منهم بسبب الأمراض والجوع وسوء المعاملة.
لعبت شبكة خطوط السكك الحديدية دورا كبيراً وحيوياً في الحملة البريطانية لمقاومة العصابات، حيث استخدمت القوات البريطانية قطارات مدرعة في نقل القطعات والإمدادات بالسرعة المطلوبة التي تتناسب مع حرب العصابات.
ابتكرت القوات البريطانية طريقة جديدة في نشر بعض القوات في مبانٍ سميت بـ «البيوت الخرسانية» Blockhouses في النقاط الحاكمة وقرب المناطق الحيوية والهامة ولحماية طرق الإمداد، تم بناء 8000 من هذه المباني في جميع أنحاء مناطق العمليات وتم تطويقها بالأسلاك الشائكة وقد أثبتت فعاليتها، وقد كان يعمل بها أكثر من 50 ألف مقاتل.
بالإضافة إلى كل تلك الإجراءات الفعالة التي اتخذها البريطانيون، فقد اهتموا بجانب هام في معركتهم ضد العصابات، حيث قاموا بإنشاء أجهزة استخبارات ذات كفاءة عالية تعتمد على مصادر المعلومات المحلية من المتعاونين من البوير، والأفارقة السود الذين تم تجنيدهم في ما يسمى بـ «الحرس الوطني» National Scouts.
كان نشاط العصابات في دولة الأورانج الحرة تحت قيادة «كريستيان دي ويت» وقد قام بعدة عمليات ناجحة، إلا أن «سياسة الأرض المحروقة» التي اتبعت من قبل البريطانيين جعلت أرض الأورانج خالية تماماً مما حد كثيراً من نشاط العصابات.
أما مسرح نشاط العصابات الثاني فقد كان في غرب «الترانسفال» حيث جرت معارك عديدة في الفترة ما بين سبتمبر 1901 ومارس 1902 بقيادة «كوس دي لاري» أدت إلى إرسال تعزيزات بريطانية إلى الإقليم اشتبكت مع قوة من البوير في 11 أبريل 1902 وأوقعت بعصابات البوير هزيمة وخسائر كبيرة، وقد كانت تلك هي المعركة الكبرى الأخيرة في الحرب.

## نتائج الحرب
كانت نهاية الحرب بتوقيع اتفاقية «فرينيجنج» Vereeniging في 31 مارس 1902 بعد أن تحقق النصر للقوات البريطانية، بمقتضى تلك الاتفاقية، صارت جمهورية جنوب أفريقيا «الترانسفال» ودولة الأورانج الحرة مستعمرتان تحت التاج البريطاني، وقد تضمنت الاتفاقية تعويضاً من بريطانيا بمبلغ 3 ملايين جنيه إسترليني لإعادة إعمار ما خربته الحرب، ووعداً بتوفير حكم ذاتي محدود للبوير مستقبلاً، وقد تحقق ذلك في عامي 1906 و1907.
كانت خسائر الحرب كبيرة على وجه العموم، فقد حصدت الحرب من الأرواح البشرية ما يقدر بـ 75000 قتيل، منهم 22000 من البريطانيين وحلفاؤهم حيث بلغ عدد قتلى المعارك 7894 بجانب 13250 ماتوا بسبب الأمراض و943 مفقوداً و22828 جريحاً.
أما البوير فقد قضى منهم 9098 منهم 4000 قتلى المعارك، كما قضى من المدنيين منهم 27927 في معسكرات الاعتقال معظمهم من النساء والأطفال، بجانب عدد غير معلوم من الأفارقة السود، كما تم نفي 24000 من البوير إلى خارج البلاد.
خرج العلم العسكري بالكثير والهام من الدروس المستفادة من «حرب البوير»، خاصة في مجال حرب العصابات وأساليب مقاومتها، فقد نجح البريطانيون في تحديد حركة العصابات وحرمانهم من كل مصادر الدعم بالاستهداف القاسي والحاسم لكل شيء أو شخص يمكن أن يعين العصابات، بالإضافة إلى استخدام غارات التخريب والقوات الراكبة والمباني المحصنة بجانب رد الفعل السريع على أي نشاط تقوم أو تنوي العصابات القيام به.
دخل البريطانيون الحرب وهم يجيدون فقط التعبئة التي كانوا يستخدمونها في «حرب القرم» على مستوى الكتيبة في شتى أنواع الأراضي، إلا أنهم لم يتدربوا بالقدر الكافي على مواجهة مقاتلين متخندقين في مواقع دفاعية غير تقليدية، ويتمتعون بمهارة عالية في استخدام الأسلحة الصغيرة.
على الجانب الآخر، اتبع «البوير» أسلوباً في القتال أثبت فشله في مرات سابقة، وهو أسلوب حصار المدن الذي أعطى الوقت الكافي للقوات البريطانية لتعزز قوتها، وكان تفوقهم العددي سبباً رئيسياً في كسبهم للحرب.

## وصلات خارجية
- links to books & articles